# Marco Wittmann
Marco Wittmann (Fürth, 24 de noviembre de 1989) es un piloto de automovilismo de velocidad alemán. Compite en el Deutsche Tourenwagen Masters desde 2013, donde resultó campeón en 2014 y 2016.

## Carrera

### Monoplazas
Wittmann comenzó su carrera deportiva a la edad de seis años, en 1996 en el karting , donde estuvo hasta 2007. Entre otras cosas, ganó el Campeonato de Kart Alemán Júnior 2004. En 2007 empezó a competir en carreras de monoplaza; con el equipo de Josef Kaufmann, fue quinto en la Fórmula BMW ADAC 2007 y subcampeón de la Fórmula BMW Europa 2008.
En 2009 Wittman compitió en la Fórmula 3 Euroseries para Mücke Motorsport; puntuó solo en dos carreras terminando el puesto 16 en la tabla general. Al año siguiente pasó al equipo Signature, y logró una victoria y 10 podios para terminar subcampeón por detrás de Edoardo Mortara. En 2011, consiguió 5 triunfos y 13 podios, finalizando subcampeón de nuevo, esta vez ante Roberto Merhi.
Además, Wittmann terminó segundo en el Masters de Fórmula 3 2011 y el Trofeo Internacional FIA Fórmula 3 2011, y tercero en el Masters de Fórmula 3 2010 y en el Gran Premio de Macao de la Fórmula 3 2010.

### DTM

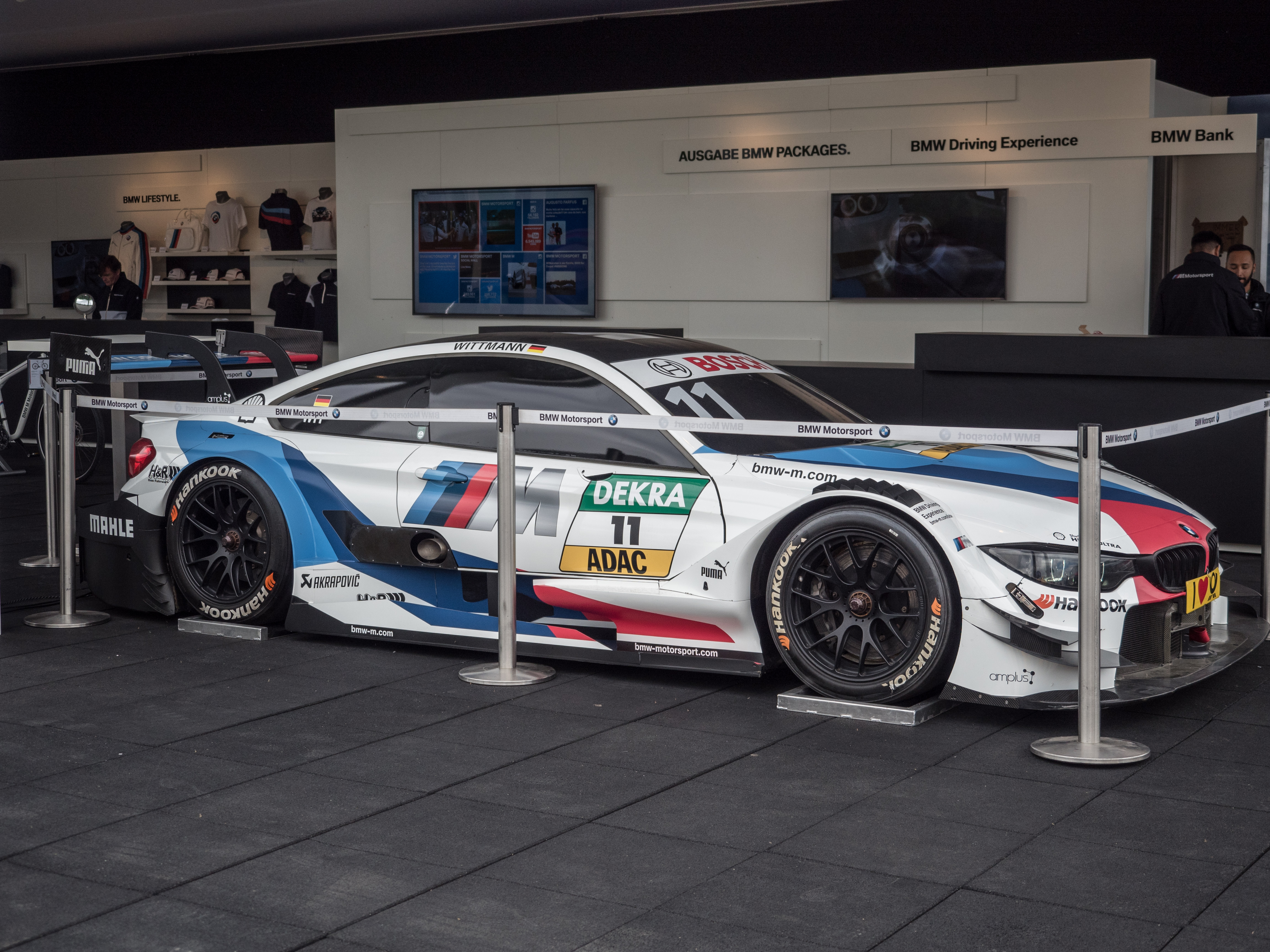
BMW M4 DTM de Wittmann, previo a la carrera en Norisring de 2018.

En 2012 fue piloto de pruebas de Deutsche Tourenwagen Masters para la marca BMW. En 2013 Wittmann se convirtió en piloto regular de la serie con un BMW M3 del Team MTEK. Logró un segundo puesto y otros 5 resultados puntuables, finalizando octavo en el campeonato.
Wittman pasó al Team RMG en 2014, para conducir el nuevo BMW M4. Con 4 victorias en Hockenheimring, Hungaroring, Red Bull Ring y Nürburgring, un segundo puesto, un cuarto y un quinto, logró coronarse campeón del DTM. En 2015 obtuvo una victoria, tres podios y cinco top 5 en 18 carreras, lo que le significó acabar el campeonato en la sexta posición. En la temporada 2016 del DTM, el alemán ha conseguido tres victorias en Red Bull Ring 1, Moscow Raceway 2 y Nurburgring 1, además de llegar al podio en tres ocasiones más y obtener cuatro cuartos puestos para salir campeón de la categoría por segunda vez. En las dos siguientes temporadas, el rendimiento de este piloto disminuyó, ya que fue quinto y cuarto en el campeonato, respectivamente. En ambas, sumó tres victorias.

## Resultados

### Deutsche Tourenwagen Masters
(Clave) (negrita indica pole position) (cursiva indica vuelta rápida)

| Año     | Equipo                 | Automóvil        | 1         | 2        | 3         | 4        | 5        | 6         | 7         | 8        | 9        | 10       | 11       | 12        | 13        | 14       | 15       | 16        | 17        | 18        | 19        | 20    | Pos. | Puntos |
| ------- | ---------------------- | ---------------- | --------- | -------- | --------- | -------- | -------- | --------- | --------- | -------- | -------- | -------- | -------- | --------- | --------- | -------- | -------- | --------- | --------- | --------- | --------- | ----- | ---- | ------ |
| 2013    | BMW Team MTEK          | BMW M3 DTM       | HOC 9     | BRH 4    | SPL 2     | LAU 21†  | NOR 10   | MSC 15    | NÜR 7     | OSC 12   | ZAN 5    | HOC DSQ  |          |           |           |          |          |           |           |           |           |       | 8.º  | 49     |
| 2014    | BMW Team RMG           | BMW M4 DTM       | HOC 1     | OSC 19   | HUN 1     | NOR 6    | MSC 4    | SPL 1     | NÜR 1     | LAU 6    | ZAN 2    | HOC 5    |          |           |           |          |          |           |           |           |           |       | 1.º  | 156    |
| 2015    | BMW Team RMG           | BMW M4 DTM       | HOC 1 9   | HOC 2 5  | LAU 1 13  | LAU 2 17 | NOR 1 9  | NOR 2 13  | ZAN 1     | ZAN 2 5  | SPL 1 9  | SPL 2 11 | MSC 1 2  | MSC 2 7   | OSC 1 6   | OSC 2 3  | NÜR 1 7  | NÜR 2 18  | HOC 1 6   | HOC 2 Ret |           |       | 6.º  | 112    |
| 2016    | BMW Team RMG           | BMW M4 DTM       | HOC 1 16  | HOC 2 8  | SPL 1     | SPL 2 7  | LAU 1 4  | LAU 2 6   | NOR 1 4   | NOR 2 6  | ZAN 1 2  | ZAN 2 4  | MSC 1 19 | MSC 2 1   | NÜR 1     | NÜR 2 3  | HUN 1 7  | HUN 2 DSQ | HOC 1 2   | HOC 2 4   |           |       | 1.º  | 206    |
| 2017    | BMW Team RMG           | BMW M4 DTM       | HOC 1 10  | HOC 2 3  | LAU 1 13  | LAU 2 9  | HUN 1 8  | HUN 2 Ret | NOR 1 4   | NOR 2 5  | MSC 1 3  | MSC 2 6  | ZAN 1 2  | ZAN 2 DSQ | NÜR 1 9   | NÜR 2 3  | SPL 1 5  | SPL 2 6   | HOC 1 13  | HOC 2 1   |           |       | 5.º  | 160    |
| 2018    | BMW Team RMG           | BMW M4 DTM       | HOC 1 11  | HOC 2 11 | LAU 1 7   | LAU 2    | HUN 1 16 | HUN 2 1   | NOR 1 3   | NOR 2 1  | ZAN 1 7  | ZAN 2 17 | BRH 1 9  | BRH 2 5   | MIS 1 9   | MIS 2 13 | NÜR 1 5  | NÜR 2 3   | SPL 1 7   | SPL 2 14  | HOC 1 Ret | HOC 2 | 4.º  | 164    |
| 2019    | BMW Team RMG           | BMW M4 Turbo DTM | HOC 1     | HOC 2 8  | ZOL 1 7   | ZOL 2 13 | MIS 1    | MIS 2 Ret | NOR 1 8   | NOR 2 16 | ASS 1    | ASS 2    | BRH 1    | BRH 2 10  | LAU 1 4   | LAU 2 6  | NÜR 1 3  | NÜR 2 Ret | HOC 1 2   | HOC 2 12  |           |       | 3.º  | 202    |
| 2020    | BMW Team RMG           | BMW M4 Turbo DTM | SPA 1 11  | SPA 2 10 | LAU 1 4   | LAU 2 3  | LAU 1 5  | LAU 2 9   | ASS 1 14  | ASS 2 8  | NÜR 1 3  | NÜR 2 9  | NÜR 1 3  | NÜR 2 5   | ZOL 1 15† | ZOL 2 8  | ZOL 1 10 | ZOL 2 8   | HOC 1 Ret | HOC 2 11  |           |       | 9.º  | 95     |
| 2021    | Walkenhorst Motorsport | BMW M6 GT3       | MNZ 1 8   | MNZ 2 5  | LAU 1 7   | LAU 2 6  | ZOL 1 5  | ZOL 2 1   | NÜR 1 5   | NÜR 2 3  | RBR 1 7  | RBR 2    | ASS 1    | ASS 2 3   | HOC 1 Ret | HOC 2 11 | NOR 1 12 | NOR 2 7   |           |           |           |       | 4.º  | 171    |
| 2022    | Walkenhorst Motorsport | BMW M4 GT3       | ALG 1 Ret | ALG 2 4  | LAU 1 Ret | LAU 2 10 | IMO 1 7  | IMO 2 3   | NOR 1 Ret | NOR 2 4  | NÜR 1 8  | NÜR 2 10 | SPA 1 9  | SPA 2 9   | RBR 1 14  | RBR 2 13 | HOC 1 3  | HOC 2 1   |           |           |           |       | 8.º  | 98     |
| 2023    | Project 1 Motorsport   | BMW M4 GT3       | OSC 1 Ret | OSC 2 18 | ZAN 1 5   | ZAN 2 4  | NOR 1 9  | NOR 2 13  | NÜR 1 6   | NÜR 2 15 | LAU 1 10 | LAU 2 10 | SAC 1 18 | SAC 2 12  | RBR 1 8   | RBR 2 4  | HOC 1 9  | HOC 2 17  |           |           |           |       | 13.º | 91     |
| 2024    | Schubert Motorsport    | BMW M4 GT3       | OSC 1 18  | OSC 2 10 | LAU 1 13  | LAU 2 9  | ZAN 1 7  | ZAN 2 1   | NOR 1 12  | NOR 2 11 | NÜR 1 6  | NÜR 2 3  | SAC 1 13 | SAC 2 DSQ | RBR 1 Ret | RBR 2 11 | HOC 1 9  | HOC 2 7   |           |           |           |       | 12.º | 110    |
| Fuente: |                        |                  |           |          |           |          |          |           |           |          |          |          |          |           |           |          |          |           |           |           |           |       |      |        |